# 陳璟茵
陳璟茵（英語：Kristine Chan），1993年出生，香港社運人士，早年就讀瑪利諾修院學校，後來入讀香港大學政治學與法學系，期間擔任校報《學苑》新聞編輯。現沒有任何政治聯繫。於2020年成為香港律師，並於2021年在何謝韋律師事務所工作。